# Holotrichia aritai
Holotrichia aritai är en skalbaggsart som beskrevs av Shuhei Nomura 1964. Holotrichia aritai ingår i släktet Holotrichia och familjen Melolonthidae. Inga underarter finns listade i Catalogue of Life.